# Наньшин-рон
Наншін-рон (яп. 南進論, «Доктрина експансії на південь» або «Південна дорога») була політичною й військовою доктриною в Японській імперії яка стверджувала, що південно-східна Азія та острови розташовані в Тихому океані були сферою інтересів Японської імперії, та що їхня потенційна цінність для Японської імперії для її економічної та територіальної експансії була більшими, ніж деінде.

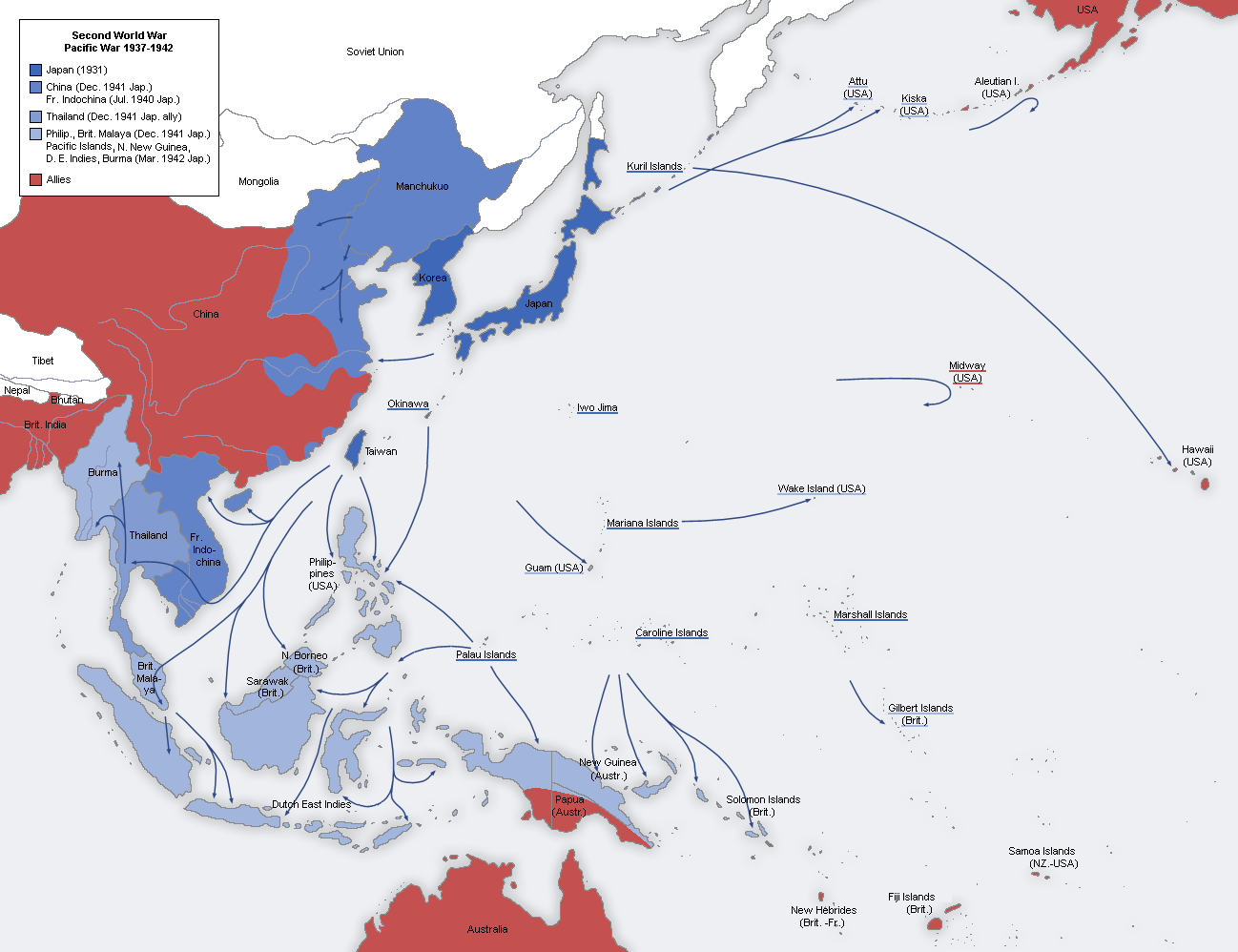
Експансія Японської імперії в Азійсько-тихоокеанському регіоні після "Кантокуену" були скасовані.

Протилежною політичною доктриною була Хокушин-рон (яп. 北進論, «Доктрина експансії на північ»), яка в основному мала підтримку в імператорській армії Японської імперії. В цій військовій доктрині стверджувалось що першочергова цінність для Японської імперії була в отриманні контролю (окупації) над Маньчжурією та Сибіру. Після військових невдач японської армії під час бою на Халхин-Голі на території Монголії, та початку другої японо-китайської війни, яка прикувала мільйони японських військових у війні на території Республіки Китай, а також негативного ставлення великих держав Заходу до японських експансіоністських тенденцій, доктрина «Південної експансії» стала переважною в Японській імперії. Її головною метою було постачання природних ресурсів з європейських колоній в південно-східної Азії до Японської імперії, а також ліквідація шляхів постачання до Республіки Китай та нейтралізація військової присутності європейців у Тихому океані. Імператорська армія Японської імперії віддавала перевагу «удару проти годинникової стрілки», тоді як імператорський флот Японської імперії — «удару за годинниковою стрілкою».

## Утворення доктрини за періоду Мейдзі
У японській історіографії термін «Наншін-рон» використовується для опису японських писань про важливість для Японської імперії регіону південних морів у Тихому океані. Інтерес Японської імперії до південно-східної Азії можна спостерігати в працях періоду Едо (17-19 ст.).
Протягом останніх років періоду Едо лідери тогочасної Японської імперії які запровадили реформу «Реставрації Мейдзі» визначили що Японська імперія повинна продовжувати курс імперіалізму, наслідуючи приклад великих європейських націй, щоб досягти рівності в статусі з великими державами й імперіями західного світу, оскільки європейські держави висувають претензії на території, що стають дедалі ближчими до Японської імперії.
Після того як в Японії відбулась «реставрації Мейдзі» в 1868 році політика доктрини «Наншін-рон» стала просунутою з південними регіонами як центром торгівлі та еміграції. Протягом раннього періоду Мейдзі Японська імперія отримувала економічну вигоду від японських емігрантів з південно-східної Азії, серед яких були японські повії (Караюкі-сан), які працювали в публічних будинках у Британській Малаї,  Сінгапурі,  на Філіппінах,  в Нідерландській Ост-Індії та Французькому Індокитаї. У 1880-х і 1890-х роках група японських ідеологів висунула політику доктрини «Наншін-рон» як національну політику Японської імперії. Твори того часу часто представляли території Мікронезія та південно-східної Азії як незаселені території або заселені нецивілізованими людьми, які були придатні для японської колонізації та асиміляції. На початкових етапах доктрина «Наншін-рон» зосереджувався в основному на південно-східній Азії, і до кінця 1920-х років вона була зосереджена на поступовому та мирному просуванні Японської імперії в цьому в регіоні, щоб вирішити те що японці бачили як подвійну проблему недорозвиненості та західного колоніалізму. Протягом першого десятиліття 20 століття приватні японські компанії стали активними в торгівлі в південно-східній Азії. Громади японських купців-емігрантів виникли в багатьох районах і продавали різні товари місцевим клієнтам, а японський імпорт каучуку та конопель збільшився. Великомасштабні японські інвестиції відбувалися, зокрема, у плантації каучуку, копри та коноплі в Малайї та на Мінданао на півдні Філіппін. Міністерство закордонних справ Японської імперії відкрило консульства в Манілі (1888), Сінгапурі (1889), Джакарті (1909).
Зі зростанням індустріалізації Японської імперії до її очільників прийшло усвідомлення того що Японська імперія стала залежною від постачання багатьох природних ресурсів в першу чергу різних сировинних матеріалів із заморських територій які були поза прямого контролю Японської імперії, а отже Японська імперія була вразливою до їх перебоїв. Потреба Японської імперії сприяти торгівлі, розвитку та захисті морських шляхів та офіційному заохоченню еміграції з метою полегшення проблем пов'язаних з перенаселенням Японської імперії, виникли одночасно зі зміцненням імператорського флоту Японської імперії, який дав Японській імперії військову силу для захисту своїх заморських інтересів, якщо їх дипломатія зазнає невдачі.

## Острови Тихого океану
Уряд Японської імперії почав проводити політику закордонної міграції свого населення ще на наприкінці 19 століття через обмеження природних ресурсів в Японській імперії та зростання її населення. У 1875 році Японська імперія оголосила про свій контроль над островами Оґасавари. Офіційну анексію та включення островів Оґасавара і Тайваню до Японської імперії можна розглядати як перші кроки в реалізації військової доктрини «Наншін-рон» «південної доктрини експансії» в конкретних термінах.
Однак перша світова війна мала глибокий вплив на військову доктрину «Наншін-рон» «Південної експансії» оскільки Японська імперія окупувала величезні території в Тихому океані, які були під контролем Німецької імперії, це були каролінські острови, Маріанські острови, Маршаллові острови та Палау. У 1919 році ця група островів офіційно стали мандатом Ліги Націй Японської імперії та перейшли під управління імператорського флоту Японської імперії. Основна увага на політичну й військову доктрину «Наншін-рон» «доктрини Південної експансії» розширилася й охопила групи островів (мандат на Південні моря), економічний і військовий розвиток яких став розглядатися як важливий для безпеки Японської імперії.

## Теоретична розробка
Націоналістичні дослідники та письменники періоду правління японського імператора Мейдзі вказували на відносини Японської імперії з Тихоокеанським регіоном, починаючи з торгівельних подорожей «Сюінсеннів» в XVII столітті, японської імміграції та поселення в «Ніхонмачі» в період до початку політики національної ізоляції яка була запроваджена Сьоґунатом Едо. Деякі дослідники намагалися знайти археологічні чи антропологічні докази расового зв’язку між японцями південного Кюсю (Кумасо) та народами тихоокеанських островів.
Військова доктрина «Наншін-рон»  з'явився в японському політичному дискурсі приблизно в середині 1880-х років. Наприкінці 19 століття політика була зосереджена на цінському Китаї з наголосом на забезпеченні контролю над всією Кореєю та розширенні японських інтересів у Фуцзяні. Втручання Російської імперії в Маньчжурію на зламі століть призвело до того, що політика «Наншін-рон»  була затьмарена політикою «Хокушин-роном» («доктриною експансії на північ»). У результаті російсько-японської війни (1904–1905) Японська імперія отримала територію в Ляодунському півострові. Після війни експансіоністські аспекти доктрини «Наншін-рон» набули більшого розвитку, і ця політика була включена до стратегії національної оборони Японської імперії в 1907 році.
У 1920-х і 1930-х роках військова доктрина «Наншін-рон» поступово була офіційно оформлена, в основному завдяки зусиллям «Південної ударної групи» Імператорського флоту Японської імперії, яка була стратегічним мозковим центром, що базується в Імперському університеті Тайхоку на острові Тайвані. Багато професорів в цьому університеті були або чинними або колишніми офіцерами ВМС Японської імперії, які мали безпосередній досвід роботи на відповідних територіях. Університет опублікував численні звіти про переваги інвестицій та поселення на територіях під контролем ВМС Японської імперії.
В імператорському флоті Японської імперії була фракція «Проти Договору» (хан-джояку ха) яка виступала проти Вашингтонського договору, на відміну від іншої фракції «Фракції Договору». Перша фракція створила «Комітет з вивчення політики щодо Південних морів» для вивчення стратегій військової та економічної експансії та співпрацював з Міністерством у справах колоній Японської імперії, щоб підкреслити військову роль острова Тайвань та Мікронезії як передових баз для подальшої експансії Японської імперії на південь.

## Економічний розвиток
У 1920 році Міністерство закордонних справ Японської імперії скликало «Торгову конференцію південних морів» для сприяння торгівлі в південних морях і опублікувало в 1928 році «Південні моря з огляду на торгівлю та еміграцію». Вперше з'явився такий термін як «Національна політика щодо Південних морів».
Уряд Японської імперії спонсорував кілька компаній, у тому числі «Компанія колонізації південних морів»,«Компанія розвитку південних морів» і «Товариство південних морів» із сумішшю приватних і державних фондів для розвитку видобутку фосфатів, цукрової тростини та кокосової промисловості на цих островах, а також для підтримки емігрантів. Японські товариства були засновані в Рабаулі, Нова Каледонія, Фіджі та Нових Гебридах у 1932 році та на Тонга в 1935 році.
Успіх військово-морського флоту Японської імперії в економічному розвитку острова Тайвань та мандату південних морів завдяки союзам серед японських військових офіцерів, бюрократів, капіталістів, правих і лівих інтелектуалів різко контрастував із невдачами імператорської армії Японської імперії на материковій частині Китаю.

## Посилення мілітаризації
Укладення Вашингтонського морського договору в 1922 році обмежив чисельність імператорського флоту Японської імперії, а також передбачив що нові військові бази та укріплення не можуть бути створені на заморських територіях чи колоніях. Однак у 1920-х роках Японська імперія вже почала таємне будівництво укріплень на Палау, Тініані та Сайпані.
Щоб уникнути контролю з боку західних великих держав й імперій їх замаскували під місця для сушіння рибальських сіток або кокосових, рисових чи цукрових ферм, також «Компанія розвитку південних морів» у співпраці з ВМС Японської імперії припустила до цього будівництва.
Будівництво цих укріплень збільшилося ще більше після того, як був укладений ще більш обмежувальний Лондонський військово-морський договір 1930 року, а зростання значення військової авіації змусило Японську імперію вважати Мікронезію стратегічно важливою як ланцюг «непотоплюваних авіаносців» що захищає Японську імперію і як базу для операцій в південно-західній частині Тихого океану.
Військово-морський флот Японської імперії також почав вивчати стратегічне значення території Папуа і Нової Гвінеї для Австралії, оскільки було відомо, що анексія цих територій Австралією  було мотивовано значною мірою спробою забезпечити свою важливу лінію оборони.

## Усиновлення як національна політика
У 1931 році під час так званої «Зустріч п'яти міністрів» визначила мету Японської імперії поширити свій вплив у Тихому океані, але виключити такі території, як Філіппіни, Нідерландська Ост-Індія та Ява, оскільки їх окупація могла спровокувати інші великі держави. Військова доктрина «Наншін-рон» стала офіційною політикою Японської імперії після 1935 року  і була офіційно прийнята як національна політика з проголошенням «Новий порядок у Східній Азії» у 1936 році на «Конференції п’яти міністрів» (за участю прем’єр-міністра, міністра закордонних справ, міністра фінансів, міністра армії та міністра флоту), з резолюцією мирно просуватися на південь.
До початку другої світової війни політика військової доктрини «Наншін-рон» розширилася до південно-східної Азії. Ця доктрина також лягла в основу Великої Східно-Азіатської сфери спільного процвітання, яка була проголошена прем’єр-міністром Японської імперії Коное Фумімаро в липні 1940 року. Багаті ресурси південно-східної Азії були призначені для забезпечення сировиною промисловості Японської імперії, а Тихий океан мав стати «японським озером». У вересні 1940 року Японська імперія окупувала північ Французького Індокитаю, а в листопаді Міністерство закордонних справ Японської імперії заснувало «Бюро тихоокеанських островів». Події Тихоокеанської війни з грудня 1941 року затьмарили подальший розвиток «доктрини Південної експансії», але в листопаді 1942 року було створено Міністерство Великої Східної Азії, а в 1943 році в Токіо відбулася велика східноазійська конференція. Під час війни основна частина дипломатичних зусиль Японської імперії залишалася спрямованою на південно-східну Азію. Капітуляцією Японської імперії наприкінці війни було покладено край політичній й військовій доктрині «Наншін-рон» «Доктрина експансії на південь».

## Доктрина «Наншін-рон» під час Другої світової війни
Після нападу на Перл-Гарбор Японська імперія розраховувала захопити стратегічні острови в Тихому океані, щоб армії та флоту США було складніше наступати. Сильно укріплені острови мають на меті завдати значних втрат американським військам і змусити США підписати мирний договір з Японською імперією. Японська стратегія не враховувала стрибки з островів, під час яких американські морські піхотинці пропускали добре захищені острови та захоплювали легші цілі, що залишало японські війська на укріплених островах без припасів.